# 小倉D.C.タワー
小倉D.C.TOWER（こくらディー・シー・タワー）とは、福岡県北九州市小倉北区に建設された超高層マンションである。

## 概要
「西小倉駅前第一地区第一種市街地再開発事業」として計画・建設された。事業主は「西小倉駅前第一地区市街地再開発組合」（2011年11月組合解散）、マンション部分の売主は大和ハウス工業。1階部分は地権者による店舗ならびに住居エントランスと、旧長崎街道に面して「ショーウインドウ・ギャラリー」が設置され、長崎街道の歴史に関する展示が行われている。2階から4階までは住居用駐車場、5階から41階までは分譲マンションとなる。屋上部分はヘリパッドが設置されている。
名称の「D.C.」には、District of Culture（文化特区）、Development of Community（地域社会の発展）、Daiwahouse Created（ダイワハウスクリエイテッド）の3つの意味が込められている。
2011年3月5日に竣工し、2016年3月25日に福岡市にアイタワーが竣工するまで、福岡県において最も高い高層建築物であった。総戸数は195戸。

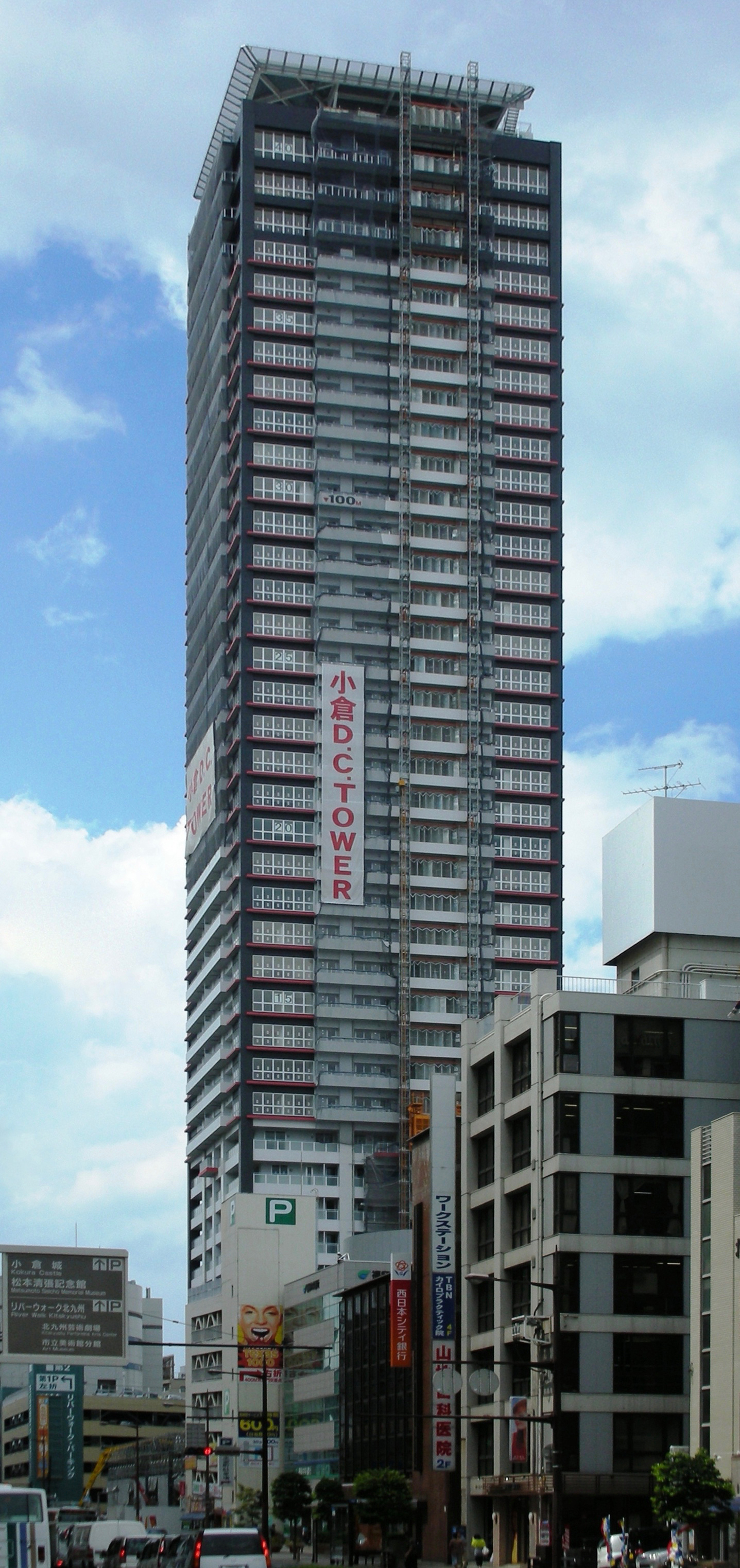
建設中の小倉D.C.タワー（2010年8月）

## 周辺
- リバーウォーク北九州
  - 西日本工業大学小倉キャンパス
- 河合塾北九州校
- 旧小倉県庁舎